# Ugo La Pietra
Ugo La Pietra (Bussi sul Tirino, 1938) è un artista, architetto, designer cineasta, editor, musicista, fumettista, docente italiano.

## Biografia
Nato a Bussi sul Tirino (Pescara) nel 1938, originario di Arpino (Frosinone), vive e lavora a Milano, dove nel 1964 si laurea in Architettura al Politecnico.
Architetto di formazione, dal 1960 si definisce ricercatore nel sistema della comunicazione e delle arti visive, muovendosi contemporaneamente nei territori dell’arte e del progetto. Instancabile sperimentatore, ha attraversato diverse correnti (dalla Pittura segnica all’arte concettuale, dalla Narrative Art al cinema d’artista) e utilizzato molteplici medium, conducendo ricerche che si sono concretizzate nella teoria del “Sistema disequilibrante” – espressione autonoma all’interno del Radical Design – e in importanti tematiche sociologiche come “La casa telematica” (MoMA di New York, 1972 – Fiera di Milano, 1983), “Rapporto tra Spazio reale e Spazio virtuale” (Triennale di Milano 1979, 1992), “La casa neoeclettica” (Abitare il tempo, 1990), “Cultura Balneare” (Centro Culturale Cattolica, 1985/95). Ha comunicato il suo lavoro attraverso molte mostre in Italia e all’estero, e in diverse esposizioni alla Triennale di Milano, Biennale di Venezia, Museo d’Arte Contemporanea di Lione, Museo FRAC di Orléans, Museo delle Ceramiche di Faenza, Fondazione Ragghianti di Lucca, Fondazione Mudima di Milano, Museo MA*GA di Gallarate. Da sempre sostiene in modo critico con opere e oggetti, con l’attività teorica, didattica ed editoriale la componente umanistica, significante e territoriale dell’arte e del progetto.

## Collezioni pubbliche in Italia
Triennale Design Museum, Milano; Museo della Permanente, Milano; Fondazione Cineteca Italiana, Milano; Museo del Novecento, Milano; Gallerie d’Italia - Collezione Intesa SanPaolo, Milano; Fondazione Ragghianti, Lucca; Fondazione Umberto Mastroianni, Arpino (FR); Fondazione Orestiadi, Gibellina (PA); MIC Museo Internazionale della Ceramica, Faenza (RA); Museo Hoffmann, Caltagirone (CT); Museo Fondazione Rocco Guglielmo, Catanzaro; Museo Palazzo Ducale, Tagliacozzo (AQ); Fondazione PLART, Napoli; Museo MAAM Fondazione Aldo Morelato, Cerea (VR); MAGA Museo Arte Gallarate (VA); Museo Archeologico Nazionale, Reggio Calabria; MORE (Museum of Refused and Unrealized Art Projects), Museo Arte Contmporanea di Lissone.

## Collezioni pubbliche internazionali
MoMA, Museum of Modern Art (New York, NY, USA); SF MoMA Musuem of Modern Art (San Francisco, CA, USA); Università YALE (USA), Beinecke Rare Book & Manuscript Library; Centre Pompidou di Parigi; FRAC Centre di Orléans; Musée d'Art Moderne di Saint-Etienne; Neue Galerie di Graz; Museé Departemental di Gap; Museo Nordio Linz; Museo di Arte Contemporanea, Zagabria; National Museum of Modern Art, Tokyo.

## Premi
- 1963. II° Premio San fedele (Milano);
- 1969 I° Premio Città di Termoli; I° Premio pittura Cesare da Sesto (Sesto Calende); II° Premio disegno Joan Miró (Barcellona)
- 1975 I° Premio Festival del Cinema di Nancy;
- 1979 Compasso d’Oro per la Ricerca
- 1989 Premio Utopia (Roma), III Congresso Internazionale sulle Utopie ;
- 2016 Compasso d’oro alla Carriera.
- 2022 Premio Internazionale di pittura Bugatti-Segantini alla Carriera
- 2023 Premio Italics d’oro

## Filmografia
Dal 1973 ha realizzato i film: -“La grande occasione”, Ed. Triennale di Milano, 1973; b/n, sonoro, 35 mm; - “Il Monumentalismo”, Ed. Jabik e Colophon, Milano 1974; b/n, sonoro, 16 mm; -“Per oggi basta!”, Ed. Jabik e Colophon, Milano 1974; b/n, sonoro, 16 mm; -“La ricerca della mia identità”, 1974/75; b/n, sonoro, 16 mm; -“Recupero e reinvenzione, 1976; colore, senza sonoro, 16 mm; -“La riappropriazione della città”, Ed. Centre Georges Pompidou, Paris 1977; -“Catalogo”, Ed. Triennale di Milano, 1978/79; colore, senza sonoro, 16 mm; -“Interventi pubblici per la città di Milano”, Ed. Triennale di Milano, 1979, colore, sonoro, 16 mm; -“Spazio reale/Spazio virtuale”, Ed. Triennale di Milano, 1979; colore, sonoro, 16 mm; -“La casa telematica”, 1983; colore, sonoro, video; -“La memoria tridimensionale”, autoproduzione; 1980, colore, sonoro, video; realizzato alla Biennale di venezia in occasione della mostra “Cronografie” -“Classico contemporaneo”, Ed. Federlegno - Assarredo, Milano, 1982, colore, sonoro, 16 mm.
I film sono stati acquisiti dall’Archivio Storico della Cineteca Italiana nel 2005.

## Attività didattica
Dal 1964 ha svolto attività didattica presso le Facoltà di Architettura di Milano, Pescara, Palermo, Torino, Venezia, Milano; al Politecnico di Milano, Scuola del Design; all’Istituto d’Arte di Monza; all’ISIA di Faenza; all’Istituto Europeo di Design di Milano; alla NABA di Milano; all’Accademia di Belle Arti di Brera a Milano; dal 2000 al 2005 ha diretto il Dipartimento “Progettazione Artistica per l’Impresa”, da lui fondato, all’Accademia di Belle Arti di Brera, Milano. Dal 2009 è professore a contratto al Politecnico di Milano, Scuola del Design e alla NABA di Milano. Tiene seminari e workshop in numerose Università e Accademie in Italia e all’estero.

## Attività editoriale
È stato redattore di settore delle riviste “Domus”, “D’ARS” e “AU”. È direttore creativo della rivista “Mestieri d’Arte”. Ha animato e diretto: “In. Argomenti e immagini di Design”, “Global Tools”, “Progettare INPIÙ”, “Brera Flash”, Fascicolo”, “Area”, “Abitare con Arte”, “Artigianato tra Arte e Design”.

## Principali Pubblicazioni
Il sistema disequilibrante, ed. Toselli, Milano 1970; La guida alternativa per la città di Milano, monografia, ed. Progettare INPIÙ, Milano 1974/75; Autoarchiterapia, ed. Jabik & Colophon, Milano 1975; Istruzioni per l’uso della città, ed. Associazione Culturale Plana, Milano 1970; Spazio reale-Spazio virtuale (Lo Spazio audiovisivo nella XIV Triennale di Milano) ed. Marsilio Venezia 1980; Pro-memoria, ed. Katà, Milano 1982; Abitare la città, ed. Alinea, Firenze 1983; La casa telematica, ed. Katà, Milano 1984; Il giardino delle delizie, ed. Alinea, Firenze 1986; Argomenti per un dizionario del design italiano, Franco Angeli Editore, Milano 1987; Gio Ponti l’arte s’innamora dell’industria, ed. Coliseum, Milano 1988, ed. Rizzoli 1993; Domesticarte, ed. Alinea, Firenze 1988; Casa Aperta, Giardino all’Italiana ed. Alinea, Firenze 1989; Ugo La Pietra, ed. G.G., Barcellona 1991; Ad Arte, ed. Alinea, Firenze 1995; Fatto ad Arte, ed.Triennale di Milano 1997; Pietre Marmi e Mosaici, ed. Alinea, Firenze 2002; La vita è una cuccagna, ed. Alinea, Firenze, 2003; Ad Arte. Tradizione e Innovazione nell’Artigianato Artistico Lombardo, ed. Cestec, Regione Lombardia, 2004/2006; Globo tissurato. 1965-2007, ed. Alinea, Firenze, 2007; Abitare la città, ed. Allemandi, Torino 2011; Attrezzature urbane per la collettività, ed. Corraini, Mantova, 2013; Interno / Esterno, ed. Corraini, Mantova, 2014; Il verde risolve!, ed. Corraini, Mantova, 2015; Odori e sapori, Ed. Galleria Nuages, Milano, 2015; Abitare con Arte. Ricerche e opere nelle arti applicate e nel design, ed. Corraini, Mantova, 2015; Il Segno randomico. Opere e ricerche 1958/2016, ed. Silvana editoriale, Milano, 2016; Campo Tissurato. I Segni e l’urbano, ed. Archive Books, Berlino, 2017; Fatto ad arte. Né arte né design (scritti e disegni), ed. Marsilio/Fondazione Cologni, Venezia, 2018; Argomenti per un dizionario del design, ed. Quodlibet, Macerata, 2019; Abitare è essere ovunque a casa propria, ed. Corraini, Mantova, 2019. Arte e Territorio, ed. Manfredi, Imola, 2020. Ex Voto, ed. Nuages, Milano, 2020. Storie di virus, ed. Corraini, Mantova, 2020. Viaggio sul Reno, ed Artphilein, Lugano, 2020. Erbario, ed. Marinonibooks, Pavia, 2021. Terre. Artigianato artistico italiano nella ceramica contemporanea, ed. Marsilio/Fondazione Cologni, Venezia, 2021. Film e video, ed. Archivio Ugo La Pietra, Milano, 2022. La città senza morale, ed. Archivio Ugo La Pietra, Milano, 2022. Lithos. Pietre marmi mosaici nell’artigianato artistico contemporaneo, ed. Marsilio/Fondazione Cologni, Venezia, 2023. Attrezzature urbane per la collettività, Manfredi Edizioni, Imola 2023. Progettazione artistica per l’impresa. Lezioni a Brera 200-2007, Libri Scheiwiller-Accademia di Brera, Milano 2023. Viviamo affollate solitudini, Politi Seganfreddo Edizioni, Milano 2023.

## Principali mostre e ricerche
1959/60 Inizia la “ricerca segnica” in pittura, tesa al recupero di un minimo sperimentale simbolico. 
1962 Fonda con A. Ferrari, E. Sordini, A. Verga e A. Vermi il Gruppo del Cenobio.
1968 Progetta e realizza l’“Ambiente Audiovisivo” alla XIV Triennale di Milano. 
1969 Vince i premi di pittura: I° Premio Termoli, II° Premio Joan Miró, I° Premio Cesare da Sesto. Partecipa alla IV Settimana di Pittura al Museum Johanneum di Graz. Realizza un intervento urbano per la manifestazione “Campo Urbano” a Como. 
1970 È invitato alla mostra sperimentale della XXXV Biennale di Venezia. 
1971 Progetta strumenti audiovisivi urbani per Trigon 71 a Graz (Austria). 
1972 Partecipa alla mostra “Italy: The New Domestic Landscape” al MoMA di New York con l’ambiente “La cellula abitativa”; sviluppa opere e realizza mostre all’interno dell’area artistica “La Nuova Scrittura”. 
1973 Membro fondatore della Global Tools. È invitato alla XV Triennale e realizza il film La grande occasione. 
1973- 1975 Direttore artistico della casa editrice Jabik & Colophon di Milano. 
1975 Vince il I° Premio al Festival del Cinema di Nancy. 
1976 Partecipa alla XXXVII Biennale di Venezia nella sezione “Ambiente come sociale” (E. Crispolti).
1978 Partecipa alla XXXVIII Biennale di Venezia nelle sezioni “Cinema d’artista” (V. Fagone), “Utopia, crisi dell’architettura. L’architettura radicale” (L.V. Masini). 
1979 Vince il Compasso d’Oro con il progetto “L’occultamento”. Curatore della mostra “Spazio reale / Spazio virtuale”, Triennale di Milano. 
1980 Curatore, con Gianfranco Bettetini, della mostra “Cronografie”, progetto speciale alla XXXIX Biennale di Venezia. 
1981 Co-curatore e allestitore della mostra “Lo spazio scenografico nella televisione italiana” alla XVI Triennale di Milano. 
1983 Curatore (con G. Bettetini e A. Grasso) della mostra “La casa telematica” alla Fiera di Milano. 
1986-1997 Art director delle mostre culturali e sperimentali della manifestazione “Abitare il tempo”. 
1992 Curatore del settore “La vita tra cose e natura, sezione ‘naturale virtuale’” alla XVIII Triennale di Milano e realizza l’installazione “Paesaggio Mediterraneo” presso il Musée d’Art Contemporain de Lyon, Quadriennale Internationnale de Design. 
1997 Organizza la mostra personale “Frammenti”, con oggetti in mosaico presso la Fortezza da Basso a Firenze. 
2001 “Terre mediterranee”, una personale alla Fondazione Ragghianti di Lucca. 
2002 “La nuova territorialità”, alla Rocca Paolina di Perugia. 
2005 Tutti i sui film vengono acquisiti dalla Fondazione Cineteca Italiana che organizza una rassegna presentata da Vittorio Fagone; Luciano Caramel è curatore di una sua mostra presso la Fondazione Umberto Mastroianni di Arpino (FR) e Frosinone. 
2007 Partecipa alle mostre dedicate agli anni Settanta al Museo Villa Croce di Genova (“In pubblico, azioni e idee degli anni Settanta in Italia”), alla Triennale di Milano (“Anni Settanta. Il decennio lungo del secolo breve”), alla Mole Vanvitelliana di Ancona (“Osservare il pensiero riflesso”); realizza due installazioni “Itinerari siciliani” e “Unità del Mediterraneo” presso il Museo del Mediterraneo Fondazione Orestiadi di Gibellina. 
2008 Realizza un’ampia retrospettiva presso la Fondazione Mudima di Milano, curata da Vittorio Fagone; partecipa alla mostra “Scultura Internazionale ad Agliè. Scultura Natura. Oriente Occidente” invitato da Luciano Caramel. 
2009 Il FRAC Centre di Orléans gli dedica una personale sui progetti di architettura degli anni Sessanta-Settanta; realizza un’ampia mostra sulla sua opera ceramica al Museo di Castellamonte e al MIC di Faenza e, nel 2010, al Museo Hoffmann di Caltagirone, anno in cui presenta altre due mostre personali dedicate alla ceramica a Torino e Albisola. Partecipa alla mostra “Radical memories” ad Ascoli Piceno. 
2011 Realizza un’ampia retrospettiva alla Galleria Mercier di Parigi; presenta la mostra “Abitare la città. Il futuro di ieri, per una nuova territorialità”, al Museo MIAAO, Torino a cura di Enzo Biffi Gentili; è invitato alla mostra “Fuori! Arte e spazio urbano 1968-1973” al Museo del Novecento di Milano, a cura di Silvia Bignami e Alessandra Pioselli. 
2012 Partecipa alla mostra “Addio Anni Settanta” organizzata a Palazzo Reale di Milano, alla mostra “Radical City” organizzata all’Archivio di Stato di Torino. La Fondazione Mudima gli dedica una personale dal titolo “Abitare a Milano” che raccoglie opere e interventi all’interno del territorio milanese. Partecipa alla mostra “Lo Sguardo Espanso. Cinema d’artista italiano in mostra (1912-2012)” alla Fondazione Rocco Guglielmo di Catanzaro. 
2013 Partecipa alla mostra “Nel segno del segno. Dopo l’Informale. Il Gruppo del Cenobio” presso la Galleria del Credito Valtellinese di Milano a cura di Luciano Caramel, “Artisti nello spazio” alla Fondazione Rocco Guglielmo di Catanzaro e “Environments and Counter Environments. ‘Italy: The New Domestic Landscape,’ MoMA, 1972” alla Graham Foundation di Chicago. Presenta le mostre personali “Itinerari” alla Galleria Ca’ di Fra di Milano e “Tracce. La mia territorialità” al Museo della Ceramica di Mondovì. 
2014 La Triennale di Milano gli dedica una grande monografica dal titolo “Ugo La Pietra. Progetto disequilibrante” a cura di Angela Rui. Presenta la mostra “Interno / Esterno” alla Galleria Antonia Jannone, Milano. 
2015 Presenta le mostre personali “Il verde risolve!” alla Galleria Il Chiostro Arte Contemporanea di Saronno, “Strutturazioni tissurali” alla Galleria E3 di Brescia e partecipa alla mostra “Earthrise” al PAV di Torino su invito di Marco Scotini. 
2016 Vince il Premio Compasso d’oro alla Carriera. Presenta la mostra “Abitare è essere ovunque a casa propria. Opere e ricerche nell’ambiente urbano 1962-2016” al Museo MA*GA di Gallarate a cura di Marco Meneguzzo; organizza la mostra personale “Cinque verdi urbani” alla Galleria Bianconi di Milano; realizza un’installazione urbana in ceramica per la città di Montelupo Fiorentino nell’ambito del progetto “Materia Prima”. 
2017 Realizza due mostre personali “Territori” alla Galleria Bianconi di Milano e “Campo Tissurato. I segni e l’urbano” a cura di Marco Scotini, presso lo Studio d’Arte Dabbeni di Lugano che realizza anche un libro edito da Archive Books. È invitato alla collettiva “Take Me (I’m Yours)” all’Hangar Bicocca di Milano a cura di Hans Ulrich Obrist e Christian Boltanski; il Centre Pompidou di Parigi espone alcune sue opere dalla propria collezione permanente dell’allestimento “Nouvel accrochage des collections contemporaines”. 
2018 È invitato in alcune importanti mostre collettive tra cui “100% Italia” al Museo Ettore Fico di Torino, “Home Futures” al Design Museum di Londra, “Homo Faber” alla Fondazione Cini di Venezia, mostra per la quale realizza una scultura in mosaico in collaborazione con il mosaicista Giulio Candussio. Partecipa a “Artissima” nella nuova sezione “Sound” con la Galleria Studio Dabbeni di Lugano con il suo progetto storico “Audio casco” del 1967 per il quale riceve una menzione speciale dalla giuria del Premio OGR. Realizza un’importante personale presso il Museo CIAC di Foligno. 
2019 Realizza alcune mostre personali e partecipa a varie mostre collettive tra cui “Resistenza/Resilienza” al PAV di Torino, dove realizza un’importante installazione dedicata al verde pubblico con cinque gazebi tematici. Partecipa alle mostre e ai convegni per il cinquantesimo anniversario di “Campo urbano” organizzati da Fondazione Ratti e dalla città di Como. Realizza una nuova scultura in pietra per l’arredo urbano della città di Apricena nell’ambito del progetto “Museo Madrepietra”. Realizza opere e installazioni all’Accademia Carrara di Bergamo, in dialogo con le opere di arte antica e presenta i suoi film alla GAMeC di Bergamo. 
2020 La città di Spoleto dedica un’ampia mostra ai progetti di arte urbana allestita a Palazzo Collicola dal titolo “Arte e territorio”. Realizza alcune mostre personali tra cui “Storie di virus” alla Galleria Corraini di Mantova (con libro) con i disegni realizzati sul tema della pandemia da Covid-19 e “Ex voto” presso la Galleria Nuages di Milano con una serie di illustrazioni sul tema dell’ex voto. 
2021 Realizza “Segnale / Portale” opera ambientale a Brufa (Perugia). La Fondazione Zimei di Pescara allestisce la personale “Abitare è essere ovunque a casa propria”. L’ADI Design Museum dedica un focus al progetto “Occultamento” nell’ambito della mostra dedicata alla Collezione Compasso d’Oro. È curatore della mostra di ceramica contemporanea “Fittile” realizzata alla Triennale di Milano per la Fondazione Cologni. Realizza presso la Casa Museo Boschi di Stefano (Milano) una mostra di disegni e ceramiche dedicate al tema “Erbario” (con libro). 
2022 Riceve il “63º Premio Internazionale Bugatti-Segantini” riconoscimento alla carriera di pittore. Riceve il Premio speciale “MAM Maestro d’Arte e Mestiere” per il suo lavoro di valorizzazione dell’artigianato artistico italiano. Realizza la mostra “Ovunque a casa propria” dedicata alla produzione di film e video al Centro Trevi di Bolzano (con libro). Partecipa alla 12ª edizione della Biennale Internazionale di Design di Saint-Etienne. 
2023 Riceve il Premio Italics d’Oro dal Consorzio delle Gallerie Italiane Italics. Allestisce due mostre personali presso le sedi di Genova e Milano della galleria ABC Arte. Allestisce una mostra “Abitare la città” presso l’Ex-Chiesa di San Carpoforo su invito dell’Accademia di Belle Arti di Brera. Realizza la mostra “Attrezzature urbane per la collettività” all’ADI Design Museum. Realizza la mostra “Effetto Randomico” alla Sala delle Pietre (Todi) su invito della Fondazione Beverly Pepper.
| Controllo di autorità | VIAF (EN) 110418865 · ISNI (EN) 0000 0000 8407 6977 · SBN CFIV024418 · ULAN (EN) 500064839 · LCCN (EN) n83181409 · GND (DE) 119221896 · BNF (FR) cb12150980m (data) · J9U (EN, HE) 987007376156605171 · NSK (HR) 000710517 · CONOR.SI (SL) 206239075 |